# Saint-Just-Luzac
Saint-Just-Luzac là một xã trong tỉnh Charente-Maritime trong vùng Nouvelle-Aquitaine, tây nam nước Pháp. Xã Saint-Just-Luzac nằm ở khu vực có độ cao trung bình 5 mét trên mực nước biển.